# P/2019 Y3 (Catalina)
P/2019 Y3 (Catalina) — короткоперіодична комета із сім'ї Юпітера. Відкрита 17 грудня 2019 року; була 18.6m на час відкриття. Абсолютна величина комети разом з комою становить 19.2m.